# 尔朱兆
爾朱兆（？—533年2月17日），字萬仁，鮮卑名吐沒兒，北秀容郡（今山西省忻州市忻府区）人，南北朝北魏权臣。

## 生平
契胡部酋長爾朱榮之侄，為人頗為勇猛，手格猛獸，毫無畏懼，險峻崎嶇之地皆能跨越自如，同時也是優秀的騎軍將領，尤擅小規模部隊突擊穿插作戰。爾朱兆本人作戰時常居鋒首，與士卒同戰，當時軍中諸將包括爾朱榮在内都很佩服爾朱兆的勇猛。530年爾朱榮被北魏孝莊帝元子攸所殺，爾朱兆與爾朱世隆等族人改立尔朱荣的妻子北乡公主的侄子长广王元曄，以尔朱兆女为皇后，據晉陽起兵攻陷洛陽，在城內縱兵大掠，殺掉臨淮王元彧、范陽王元誨等人。爾朱兆在宫内宿营，锁魏帝於永宁寺樓上，遍淫宫内王妃公主。不久，爾朱兆親手把孝莊帝絞死於晉陽三級佛寺之中，又杀陈留王元宽；後來爾朱世隆又改立广陵王元恭，是为节闵帝，迫使元曄禅位。尔朱兆闻讯大怒，想攻打尔朱世隆，但在尔朱世隆派尔朱彦伯解释后中止。同年十月，河西牧子費也頭率兵南下，爾朱兆命高歡出兵，高歡再三猶豫，後以聯兵擊敗費也頭，升為冀州刺史，統率六鎮約二十萬流民。531年八月，高歡在信都起兵反抗爾朱家，立元朗 (安定王)為帝，高昂等汉兵奋勇冲杀，在廣阿大敗爾朱兆二十万大军，爾朱兆逃回晉陽。高歡揮師南下，包圍了鄴城，相州刺史劉誕據城抵抗，雙方相持不下，高歡命士兵挖掘地道，使城牆塌陷，遂陷鄴城。
永熙元年（532年）三月，爾朱兆、爾朱天光、爾朱度律、爾朱仲遠等合軍二十萬進攻高歡。高歡以逸待勞，命封隆之留守鄴城，以三萬兵力出城到紫陌，命部隊布成圓陣，連接牛驢擋住歸道，廝殺勝出，重創爾朱軍，乘勝進據魏都洛陽，史稱韓陵戰役。高歡進入洛陽，斬爾朱度律及爾朱天光，另立元修為帝，稱之北魏孝武帝，並接受元修任命為大丞相。同年七月，高歡兵發三路，親率大軍十萬殺向晉陽，爾朱兆倉皇捨棄晉陽，退到北秀容川。爾朱天光派爾朱顯壽鎮守長安，宇文泰智破長安，在華陰（今陝西大荔）將爾朱顯壽誅之。尔朱兆退回秀容郡，四处抢掠。
永熙二年（533年）正月甲午（533年2月14日），高歡派竇泰出擊秀容郡，一日一夜行三百里，高歡以大軍隨後，爾朱兆正在庭中宴會，突聞歡軍馳至，倉皇驚走，高歡軍襲破爾朱兆於秀榮城，正月丁酉（533年2月17日），爾朱兆在赤洪岭战败，命張亮及侍衛陈山提斬己首投降，左右不忍。遂殺所乘白馬，自縊於樹，張亮伏屍痛哭，餘部降高歡。为使慕容绍宗和尔朱氏部众归降，高欢给予尔朱兆厚葬。慕容紹宗不久便向高歡歸降。高欢在梁郡岢岚南山擒住尔朱兆的弟弟尔朱智虎，但赦免了他。

## 延伸阅读
[在维基数据编辑]
 《魏書/卷75》，出自魏收《魏书》

## 資料來源
1. ↑  【北齊】魏收 撰. . 中華書局. 1974-06-01. ISBN 7101003133.
2. ↑  【唐】李延壽. . 北京: 中華書局. 1974-10.